# Parafia św. Mikołaja w Słupi
Parafia Świętego Mikołaja w Słupi – parafia należąca do dekanatu Skierniewice-św. Jakuba diecezji łowickiej. Erygowana w XV wieku. Mieści się pod numerem 110. Duszpasterstwo w niej prowadzą księża diecezjalni.
Długoletnim proboszczem parafii w latach 1993–2018 był ks. Stefan Sut. W 2018 roku funkcję proboszcza przejął ks. Witold Panek.